# Algorithme des moindres carrés récursifs
En traitement numérique du signal, l'algorithme des moindres carrés récursifs (en anglais, RLS ou Recursive least squares) est un filtre adaptatif, un type de filtre. Il fournit une manière récursive pour calculer le filtre qui minimise une fonction d'erreur, plus précisément qui minimise les moindres carrés pondérés.